# Бояре

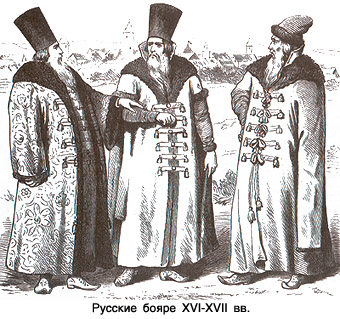
Русские бояре

Боя́ре (ед. ч. боя́рин, боя́рыня) — высший слой феодального общества в X—XVII веках в Первом и Втором Болгарском царстве, Киевской Руси, Галицко-Волынском государстве, Великом княжестве Московском и Русском царстве, Великом княжестве Литовском, Сербии, Хорватии, Словении, Молдавском княжестве и до 1864 года в дунайских княжествах и Румынии.

## Этимология
Восходит к др.-русск. форме бояринъ, которая заимствована из ст.‑слав. болꙗринъ «вельможа», «боярин». В древнерусских источниках данный термин впервые встречается в новгородской берестяной грамоте № 1170 XIV века (1380-е — 1390-е гг.), найденной на Троицком раскопе: «говорит перед боярами ни вязан, ни [бит был]… тоже не бит… говорит также… доряд ему ныне в город…». В церковнославянском языке употребляются как старая форма болѧринъ, так и более поздняя боѧринъ. В памятниках древнерусской письменности чаще встречается написание с основой на бояр-.
Существуют различные версии происхождения слова. Макс Фасмер считает, что слово «боярин» имеет тюркское происхождение и впервые встречается в дунайско-булгарском языке.  Точного соответствия в современных тюркских языках не имеется, появлялись многочисленные версии, однако два варианта заслуживают внимание: 1) bojla + är (знатный + муж); 2) baj + är (богатый + муж). Также имеются славянская и германская версии происхождения слова. Согласно славянской версии, бояринъ выводится из славянского бои (битва) и имеет общеславянское происхождение. По скандинавской версии, основу слова составляет скандинавское bœr — усадьба, городок, двор, в родительном падеже bœjar.
Термин бояринъ в бытовой речи приобрёл форму баринъ, получившую общее значение хозяин.

## Первое Болгарское царство
Впервые бояре (боляре) появляются в Первом Болгарском царстве. Боярами называли представителей военной аристократии. Они составляли совет при царе и пользовались привилегиями.

## Древняя Русь
Первые укреплённые усадьбы, обособленные от окружающих их простых жилищ и иногда возвышающиеся над ними на холме, относятся ещё к VIII—IX векам. По скудным следам древней жизни археологам удаётся установить, что обитатели усадеб жили несколько иной жизнью, чем их односельчане: в усадьбах чаще встречаются оружие и серебряные украшения... Здесь могло проживать 20—30 человек... Именно в такой форме должны были рождаться первые феодальные замки, именно так должны были выделять себя из среды земледельцев первые бояре, «лучшие мужи» славянских племён... тысячи таких дворов-хором стихийно возникали в VIII—IX веках по всей Руси.
Бояре возникли при разложении родового строя, однако, в киевский период (IX—XII века) сначала в зоне полюдья, а с устроением киевской княгиней Ольгой системы погостов — и на Русском Севере воинская служба не являлась условием землевладения, местная знать не составляла исключения при обложении данью. С другой стороны, задачи сбора полюдья, обеспечения экспорта его результатов, управления княжеским хозяйством и командования киевским войском, способным решать свои задачи вне зависимости от участия периферийных сил, требовали наличия мощного административного аппарата, и под боярами в киевский период понимались ближайшие сподвижники князя, старшая дружина. А. Е. Пресняков связывал возникновение боярства с переходом к назначению сотников (или «старцев градских») князем к началу XI века и указывал на первое проявление самостоятельной позиции боярства в предложении Борису Владимировичу изгнать из Киева его брата Святополка и захватить престол (во время похода на печенегов в 1015 году). Старшая дружина стала самой влиятельной составляющей веча. Таким образом, бояре киевского периода служили князю не в качестве землевладельцев с количеством воинов в зависимости от размера земельного владения (хотя могли иметь земельные владения, источником которых являлось в том числе и княжеское дарение), а лично в качестве дружинников, и имели право влиять на княжеский порядок наследования. Бояре владели наследственными уделами земли — вотчинами, в которых обладали абсолютной властью, однако главным источником феодальных повинностей крестьянства в пользу бояр было не крепостное право, а долговая зависимость, к тому же существенно ограниченная Владимиром Мономахом в начале XII века.
После усиления власти великих князей начиная со второй половины XIV века стало усиливаться сословие служилых феодалов — дворян. Малоземельные князья также стали именоваться боярами. Возникли так называемые путные бояре, которые занимали отдельные хозяйственные должности при княжеском дворе, отдававшиеся им в кормление (например, конюший, сокольничий, чашничий, постельничий, окольничий, оружничий и др.). В XIV—XV веках с появлением централизованного государства имущественные и политические права бояр существенно ограничивались; так, к концу XV века было отменено право отъезда вассалов от сюзерена.
Потомки боярских родов записывались в родословные книги, боярские книги и боярские списки, частично сохранившиеся в государственных архивах. Многие бояре происходили из княжеских родов, потерявших свои уделы и перешедших на службу к великому князю, царю или королю, от которых они получали за службу уже новые условные земельные держания, или поместья.

### Юго-Западная Русь
После раздела Галицко-Волынского государства земли Галичины отошли к короне польской. Галицкое боярство присягнуло правопреемникам Романовичей и Пястов, династии Ягеллонов.
В 1434 году король Владислав III Варненчик издал привилей, который уравнял в правах галицких бояр с польской шляхтой; отныне все шляхтичи и магнаты не платили налоги, а обязаны были нести только военную службу. Название «бояре» заменялось на титул «пан».

## Русское царство

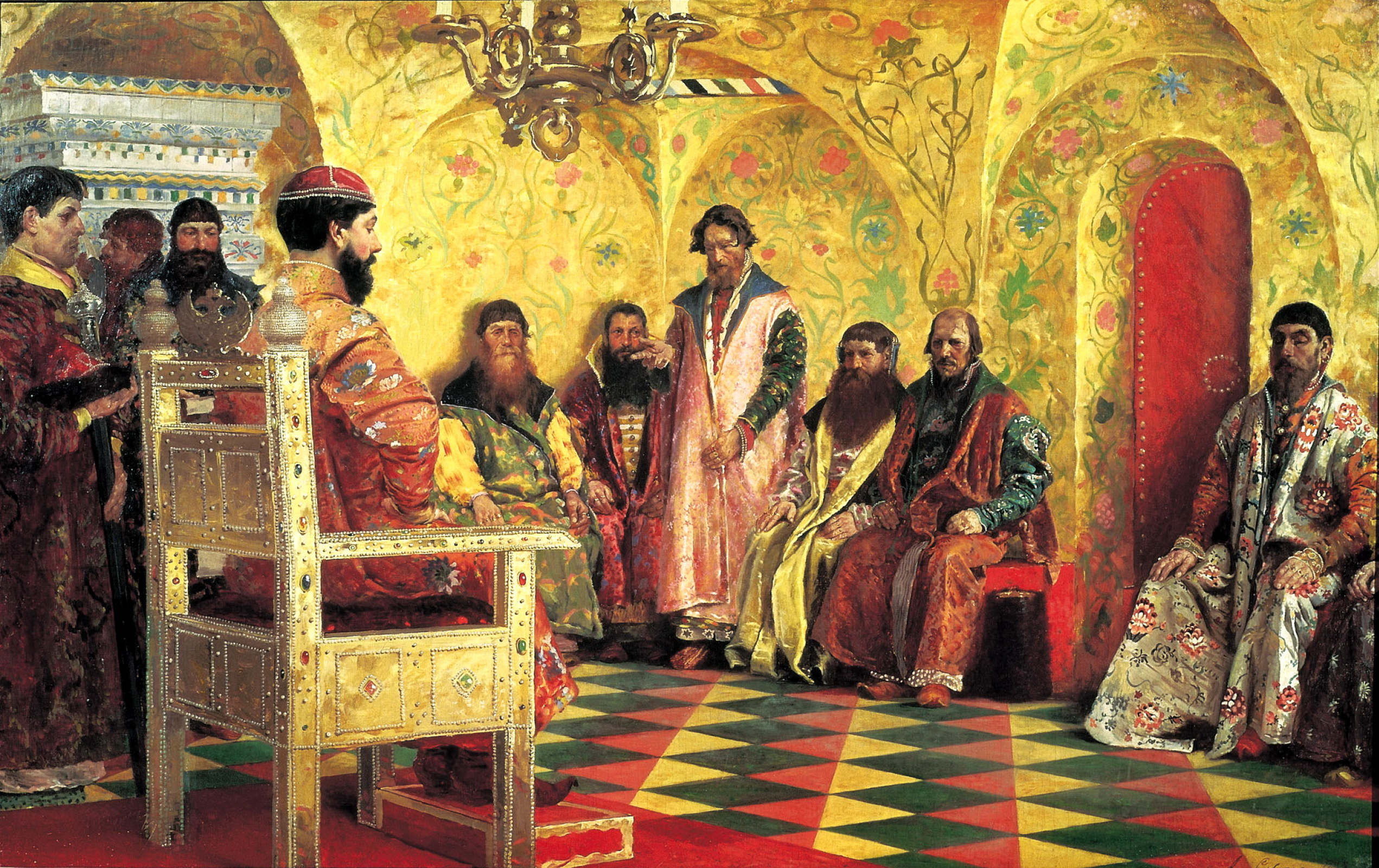
«Сидение царя Михаила Фёдоровича с боярами в его государевой комнате». Андрей Рябушкин, 1893. Государственная Третьяковская галерея, Москва

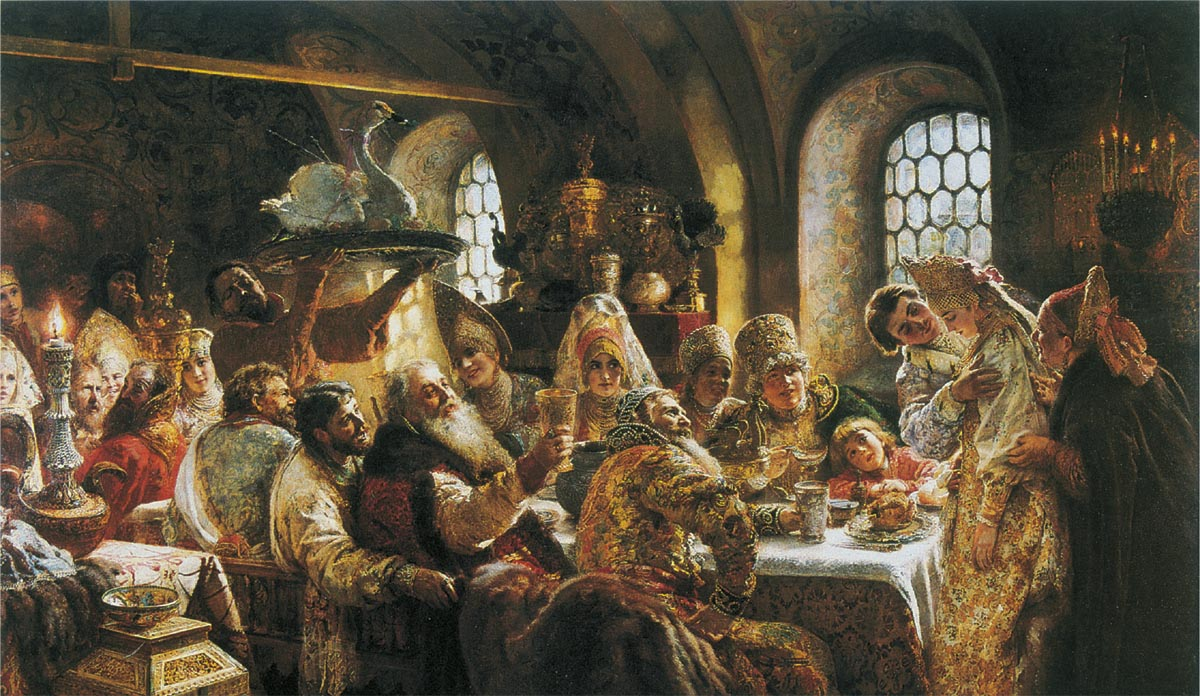
«Боярский свадебный пир в XVII веке». Константин Маковский, 1883

До XVI века (установление централизованного государства) бояре являлись вассалами князя и были обязаны служить в княжеском войске. С другой стороны, они имели право сменить сюзерена.
С XVI века возникает звание боярина — высший чин среди «служилых людей по отечеству». Это звание давало право участвовать в заседаниях Боярской думы — совещательного органа при великом князе, позже при царе. Одновременно происходили существенные изменения в составе боярства: царская власть подавляла выступления бояр, сопротивлявшихся централизации; особенно сильный удар по боярам нанесла опричнина Ивана IV. К концу XVII века многие знатные боярские роды вымерли, другие экономически ослабли, большое значение приобрели не титулованные бояре, а дворянство. Поэтому в XVII веке стирались различия между боярами и дворянами — в частности, различие между наследственным (вотчинным) и поместным землевладением, формально отменённое в 1714 году Указом о единонаследии. Отмена в 1682 году местничества окончательно подорвала влияние бояр. Звание боярин формально не было отменено Петром I (который создал взамен старой системы Табель о рангах), с начала XVIII века зафиксировано 4 случая пожалования этого звания П. М. Апраксину, Ю. Ф. Шаховскому, П. И. Бутурлину. Последним русским боярином был С. П. Нелединский-Мелецкий, пожалованный в 1725 году Екатериной I. Последним долгожителем, обладавшим боярским званием, был князь Иван Трубецкой-Большой, который умер 27 января 1750 года.

### Боярские чины
С уничтожением местничества, по всей вероятности, в конце царствования Алексея Михайловича, был составлен проект устава: «О служебном старшинстве бояр, окольничих, и думных людей по 34 степеням», хотя самого указа об его утверждении нет, но проект устава, по мнению историков, как бы фотографирует тогдашнее понятие о старшинстве должностей и городов:
Боярские чины:
1. Боярин, а с ним 12 бояр и думных людей — представитель над всеми судьями царствующего града Москвы.
2. Боярин и воевода дворовый — обязанность ему была во время сражения защищать Государя, а затем заботиться о воинских околичностях.
3. Боярин и наместник Владимирский — имел первое седание в царских палатах, когда созывались бояре и думные люди для совета государственных дел.
4. Боярин и воевода Северского разряда — имел пребывание в Северске для защиты границ.
5. Боярин и наместник Новгородский — имел место между наместниками — второе седание.
6. Боярин и воевода Владимирского разряда — имел пребывание во Владимире и устраивал Государственные конные и пешие рати, готовые двинуться на неприятеля.
7. Боярин и наместник Казанский — между наместниками имел — третье седание.
8. Боярин над пехотою — строил пехотные полки со всяким ратным устроением.
9. Боярин над конной ратью — ведал сколько какого чина «конных ратей» и кто сколько с поместий и вотчин служил.
10. Боярин и дворецкий — первым боярином и дворецким был Михаил Фёдорович Сабуров, который умер в 1465 году. Последним — Богдан Хитрово. В подчинении боярина и дворецкого состояли все придворные служители. Боярин и дворецкий управлял Приказом Большого Дворца, был главным судьёй, имел право выбирать себе подчинённых, распоряжался землями, с которых Большой дворец получал доходы. В удельных княжествах были свои бояре и дворецкие. Иван IV подчинил их московскому боярину и дворецкому. Их должности писались по названию княжества, например, Новгородский боярин и дворецкий. Эти должности существовали до Михаила Фёдоровича. При нём княжеские дворцы были объединены с Московским Большим Дворцом. В должностные обязанности входило стоять перед Государём во время трапезы, во время посольских приёмов в царских палатах чины устраивал. При Алексее Михайловиче Московский Большой Дворец был ликвидирован, должность боярина и дворецкого заменена на кравчего.
11. Боярин и наместник Астраханский — имел в царских палатах между наместниками четвёртое место.
12. Боярин и воевода Новгородского разряда — имел пребывание в Великом Новгороде охраняя государевы рубежи.
13. Боярин и наместник Псковский — имел в царских палатах между наместниками пятое место.
14. Боярин и воевода Казанского разряда — имел пребывание в Казани для устроения конных и пеших ратей.
15. Боярин и наместник Смоленский — имел в царских палатах между наместниками шестое место.
16. Боярин и воевода Астраханского разряда — имел пребывание в Астрахани для устройства конных ратей и надзирания за татарскими и калмыцкими ратями.
17. Боярин и оружейничий — ведал царским оружием и оружейной комнатой, а также приданными ей мастерами и художниками. Вначале должность называлась оружейничий. С 1677 года на эту должность начали назначать бояр, и она стала называться Боярин и оружейничий. Первым боярином и оружейничим был Григорий Гаврилович Пушкин. В 1690 году должность отменили. Последним боярином и оружейничим был Пётр Васильевич Шереметев.
18. Боярин и воевода Сибирского разряда — пребывание имел в Сибири для устроения сибирских, калмыцких и татарских конных ратей.
19. Боярин и воевода Смоленского разряда — устраивал конные и пешие рати Смоленского разряда.
20. Боярин и наместник Тверской — имел в царских палатах между наместниками седьмое место.
21. Боярин и воевода Рязанского разряда — имел своё пребывание в Переславле-Рязанском, где строил конные и пешие рати.
22. Боярин и наместник Югорский — имел в царских палатах между наместниками восьмое место.
23. Боярин и воевода Белгородского полка — имел своё пребывание в Белгороде, охраняя границу от польских степей.
24. Боярин и наместник Великопермский — имел в царских палатах между наместниками девятое место.
25. Нашего царского Величества верный подданный обеих сторон Днепра гетман Иван Самойлович со всем войском Запорожским и имел пребывание в г. Батурин.
26. Боярин и наместник Вяцкий — имел в царских палатах между наместниками десятое место.
27. Боярин и воевода Тамбовского разряда — имел пребывание в г. Тамбов и остерегал границы от польских степей.
28. Боярин и наместник Болгарский — имел в царских палатах между наместниками одиннадцатое место.
29. Наместники бояре: Нижегородский, Рязанский, Ростовский, Ярославский, Белозёрский, Удорский, Обдорский, Кондинский и Суздальский[18].
30. Боярин и слуга. Татищев сравнивает этот чин с первым Министром. По мнению князя Щербатова чин «Боярин и слуга» впервые появился в 1562 году. Первым боярином и слугой был князь Михаил Иванович Воротынский. По мнению Г. П. Успенского[19] первым боярином и слугой был князь Коркординов Иван Юрьевич, выехавший из Польши на службу Ивану IV. Иван Забелин в книге «Домашний быт русских царей в XVI и XVII столетиях»[20] сообщает, что звание слуга было высшей наградой за службу. Древнее выражение страдать за Русскую землю было заменено на служить государю.
31. Боярин и конюший. Боярином и конюшим был Борис Годунов, поэтому иностранные писатели ошибочно считали должность боярин и конюший высшей должностью для бояр. В ведении боярина и конюшего состояли все царские конюшни и заводы. К некоторым конным заводам были приписаны волости. По сведениям английского посланника Флетчера годовой доход Бориса Годунова на должности конюшего составлял 12 тысяч рублей в год, хотя доход обычного боярина составлял не более 700 рублей в год. Первым боярином и конюшим был назначен в 1496 году Андрей Фёдорович Челяднин. Последним — Александр Никитич Романов. После него должность стала называться конюший.

### Численность бояр
| Царствование         | Число бояр, человек                 |
| -------------------- | ----------------------------------- |
| Иван III             | от 5 до 21                          |
| Василий III          | до 38                               |
| Иван Грозный         | до 48                               |
| Фёдор I Иоаннович    | до 25                               |
| Борис Годунов        | до 26                               |
| Лжедмитрий I         | до 41                               |
| Василий Шуйский      | до 36                               |
| Семибоярщина         | до 30                               |
| Михаил Фёдорович     | до 28                               |
| Алексей Михайлович   | до 33                               |
| Фёдор III Алексеевич | до 47 в 1676 году                   |
| Пётр I               | до 70 в 1686 году до 26 в 1691 году |

Котошихин, описывая ситуацию времён Алексея Михайловича, сообщает, что представители 16 боярских родов «бывают в боярех, а в околничих не бывают», то есть в силу своей великой знатности жалуются из стольников в бояре, минуя промежуточный чин окольничего.

### Боярские прапоры
Прапор — небольшое знамя с длинными хвостами, личный знак родовитых людей. В России прапоры появились не ранее XVI века, изначально использовались боярами. Боярские прапоры изготовлялись по образцу Государевых прапоров, но в центре изображали личные и родовые печати или другие знаки по желанию владельца. Боярские прапоры бывали двух типов: большие и малые. Большие боярские прапоры возили перед воеводой в военном походе. Малые прапоры следовали в боярском обозе, устанавливались над боярскими шатрами. Боярские прапоры (и прапоры ближних людей) также использовались на посольских съездах и на переговорах по обмену военнопленных.

## В Румынии
В Валахии и Молдавии боярами называли класс феодалов, сложившийся в XIV веке. Бояре делились на родовых, владевших баштинами (вотчинами), и поместных, владевших жалованными поместьями (мошиями), но затем различие между ними стало стираться. С 1710 по 1812 год число бояр в Молдавии выросло с 300 до 400 семей за счет ставленников фанариотской администрации и богачей греческого происхождения. В независимой Румынии в XIX веке сословие бояр стал пополняться выходцами из крупного купечества и чиновничества.
Бояре как класс были упразднены в Румынии в результате осуществления закона об аграрной реформе 22 марта 1945.